# Gigantes de Valdés
Gigantes de Valdés es una película argentina dirigida por Alex Tossenberger.

## Sinopsis

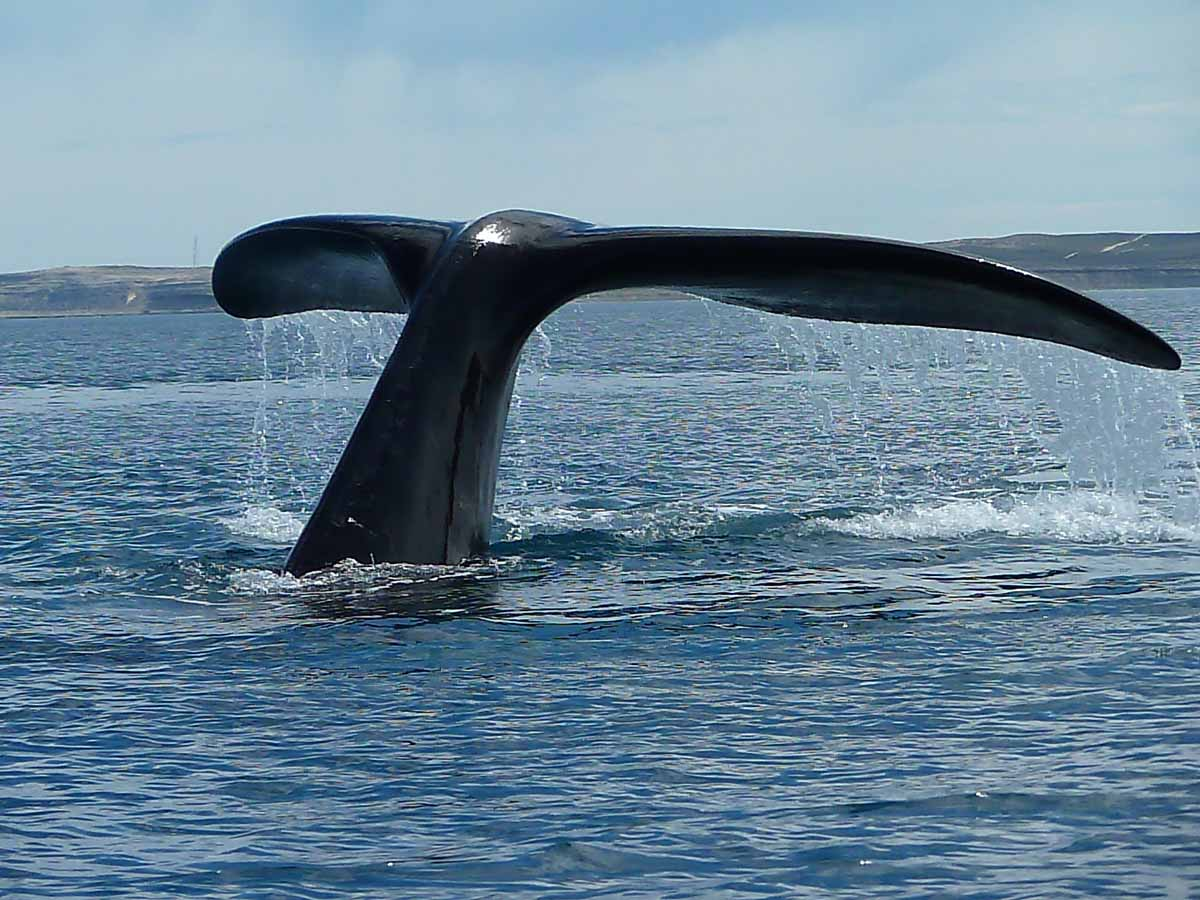
Cola de una ballena en la Península de Valdés, lugar en el que se centra la historia.

La película narra la historia de Tomás Bullrich (Federico D'Elía), quien mantiene un empleo en una compañía internacional que carece de respeto a los recursos naturales. En el transcurso de la historia, Tomás es enviado a la península de Valdés, con la misión de establecer una empresa turística  y obtener la aceptación de la población de esta región. Sin embargo, Tomás desarrolla una admiración por la naturaleza y geografía del lugar, y establece un vínculo con los pobladores. Más tarde, sus intenciones empresariales quedan al descubierto del público a través de las revelaciones del Capitán Morelo (Alfredo Casero). En la desesperación del fracaso de su misión empresarial conoce a José (Miguel Dedovich), con quien inicia un intercambio mutuo de conocimiento esencial para sus metas.

## Reparto
- Federico D'Elía (Tomás Bullrich)
- Alfredo Casero (Capitán Morelo)
- Miguel Dedovich (José)
- Isabel Macedo (Cecilia)
- Mirta Wons (Jimena Pérez Valiente "Pirosca")
- Jorge Sesán (Sebastián)
- Georgina Barbarrosa